# Tvrđa
Tvrđa, el casco antiguo de la ciudad de Osijek, Croacia, es el mayor y mejor conservado conjunto de construcciones barrocas de ese país. Conformado por una traza italiana construida por los Habsburgo en la orilla derecha del río Drava, para el World Monuments Fund (WMF) es un «ejemplo único de un centro urbano barroco militar, administrativo y comercial del siglo XVIII».
La traza italiana se construyó en las inmediaciones de la Osijek medieval después de la derrota de las fuerzas otomanas en 1687, dada la importancia estratégica de la ciudad. La edificación inició en 1712 con base en los planos de Mathias von Kaiserfeld y, posteriormente, Maximilian Gosseau de Henef. Tres años después se completaron los cinco baluartes y dos verjas planificados, mientras que para 1735 se había concluido la construcción de la ciudad interior y tres bastiones adicionales en el norte. Al momento de su conclusión era la fortaleza de los Habsburgo más grande y avanzada en la frontera con el Imperio otomano. Rodeado con muros y empalizadas, contaba con cuatro puertas principales en cada uno de los puntos cardinales. En 1717 se añadió alumbrado y, a partir de 1751, fue el primer sitio de Croacia con suministro público de agua.
Luego del Congreso de Berlín de 1878 se redujo su importancia militar, pues mejoró la estabilidad en la región. Por su parte, en la década de 1920 se destruyeron la mayoría de los muros y fortificaciones del lugar puesto que representaban un obstáculo para el desarrollo de Osijek. Solamente se conservó la porción norte de las murallas y su puerta, conocida como «puerta de agua» (en croata: vodena vrata), y partes de dos bastiones. Asimismo, quedó intacto el centro de la ciudad y alberga iglesias, museos, escuelas, edificios públicos, restaurantes y bares. También sufrió daños significativos durante la guerra de Croacia, por lo que se le añadió en la lista de 1996 de sitios más amenazados desarrollada por el WMF. En 2005, se presentó para su consideración como posible Patrimonio de la Humanidad.

## Historia

### Eras medieval y otomana

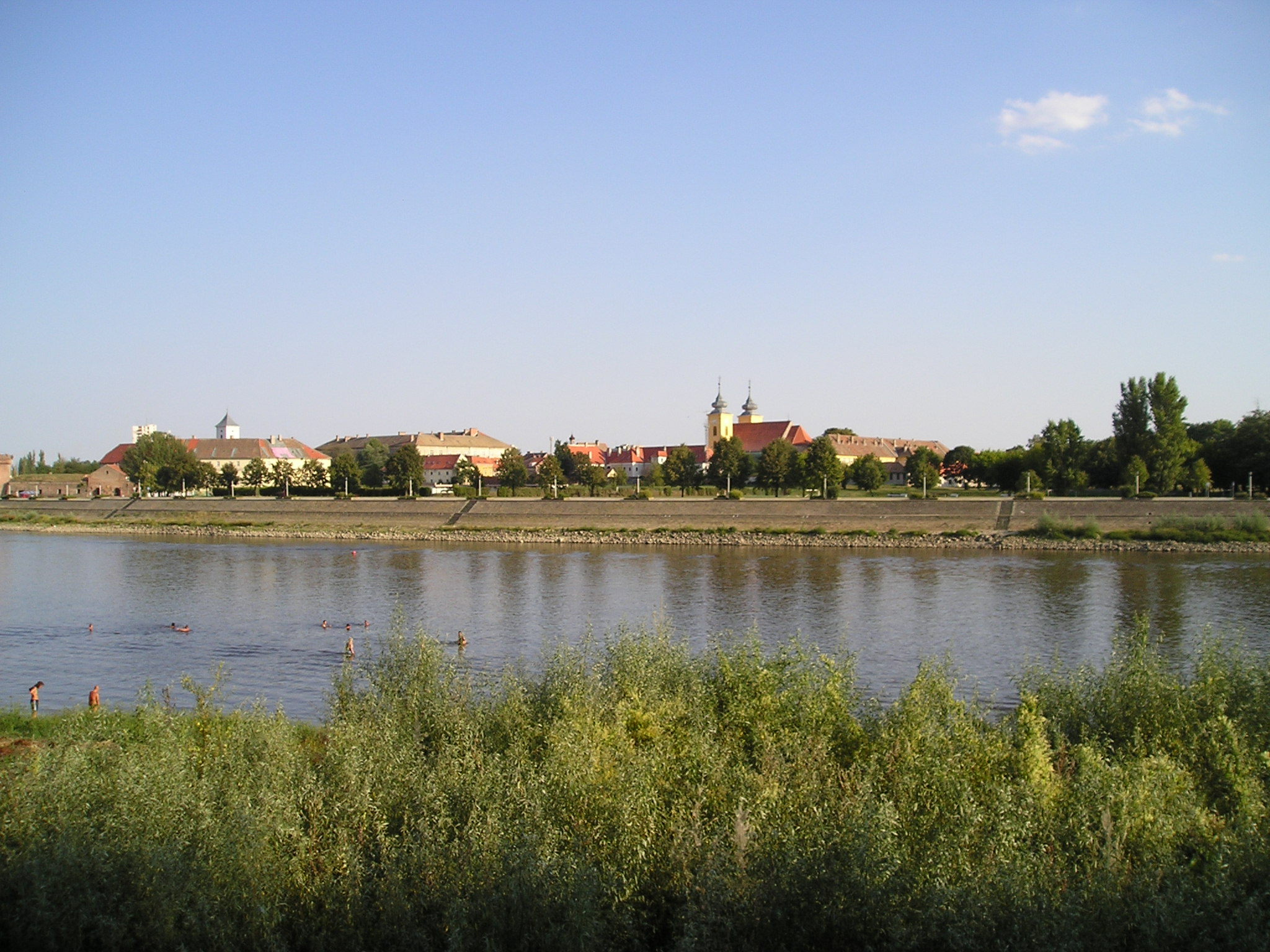
Tvrđa desde la orilla opuesta del río Drava, en la posible localización del puente de Solimán.

El centro de la Osijek medieval, cuyo nombre se registró por vez primera en el año 1196, se localizaba en las orillas del río Drava. Desde inicios del siglo XII era un asentamiento comercial y portuario, beneficiado por su localización al sur de Buda y Pécs. Albergó la iglesia románica de la Santísima Trinidad y entre 1526 y 1687 permaneció bajo control del Imperio otomano. Sin embargo, no se modificó significativamente su diseño, aunque con templos islámicos y edificios públicos adquirió una apariencia oriental. Con el paso de los años, se conservaron algunos rastros de tal poblado.
Adquirió reconocimiento internacional durante el periodo otomano gracias al «puente de Solimán», cuya construcción inició İbrahim Pasha el 16 de agosto de 1526 por órdenes de Solimán el Magnífico. Conectaba Osijek con Darda y era un camino de madera sobre pilas de aproximadamente siete kilómetros de largo y seis metros de ancho. En 1664, el señor feudal croata Nikola Zrinski ordenó incendiarlo, sin embargo, se reconstruyó durante el gobierno de Suleiman II, para ser reducido a cenizas en 1686 a manos de las tropas de los Habsburgo.

### Diseño y construcción

#### Primer diseño de finales delsigloXVII
En 1687, comenzó el desarrollo del asentamiento militar en Tvrđa cuando los ejércitos de los Habsburgo expulsaron a los otomanos de la ciudad en el marco de la Gran Guerra Turca. Para Luis Guillermo de Baden-Baden, comandante en jefe del ejército Imperial, la ubicación de Osijek tenía una importancia estratégica excepcional en la guerra contra los turcos. Por tanto, instó a la reparación de las murallas y propuso la construcción de una fortaleza con base en los principios de ingeniería militar de Vauban.
En 1690, se estableció el magistrado de la ciudad cuando todavía estaban en desarrollo los planos para el nuevo fuerte. Un documento de agosto del mismo año calificaba de «ruinosa» la condición del asentamiento. Dos meses después, el 29 de octubre, los otomanos atacaron por sorpresa. Sin embargo, fueron repelidos gracias a una defensa bien organizada y, el 6 de noviembre, se retiraron luego de un breve asedio. Tal suceso apuró la construcción de las nuevas fortificaciones. La conversión de Tvrđa en una fortaleza barroca se basó en los planos que el ingeniero Mathias von Kaiserfeld ideó en 1691.

#### Segundo diseño delsigloXVIII

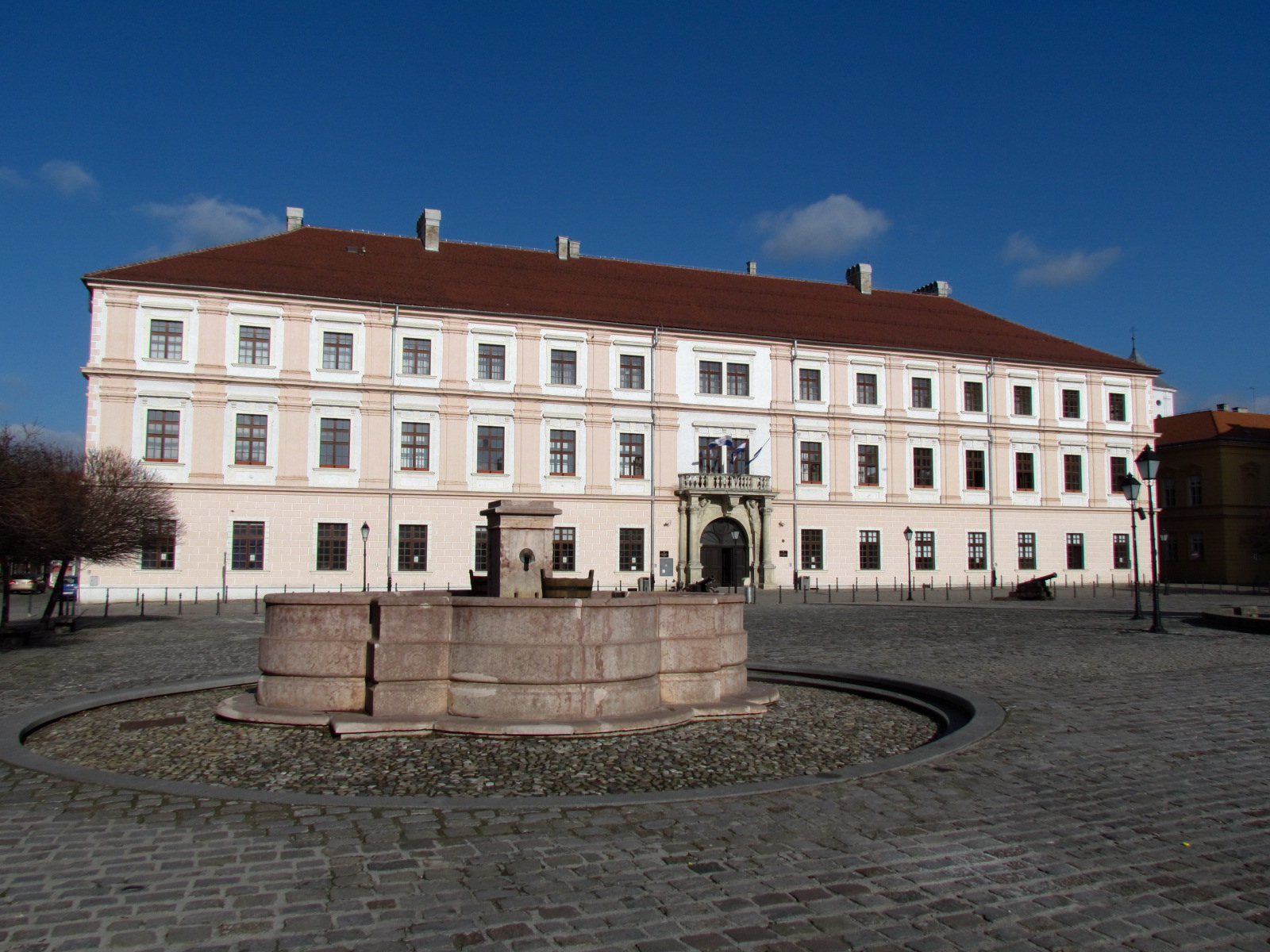
El antiguo Palacio del comando general de Eslavonia se muestra, junto con un plano de Tvrđa y el monumento a la Santísima Trinidad, en el reverso del billete de 200 kunas.

El plano original de Tvrđa se diseñó ante la necesidad de reforzar las murallas de la ciudad, pero no consideraba el rediseño del interior y pretendía un desarrollo descontrolado. Por tanto, Maximilian Gosseau de Henef ideó nuevos planos para un fuerte en la orilla derecha del río Drava. El ingeniero militar quedó a cargo de la planeación cuando ya había comenzado la construcción. A partir de agosto de 1712, ingenieros austríacos, supervisados por Johann Stephan von Beckers —comandante del fuerte—, edificaron cuarteles, los cuarteles generales del personal, iglesias y monasterios. Todo fue rodeado por un sistema de fosos, baluartes y sitios para artillería con base en el diseño de Gosseau, que siguió el modelo de las fortificaciones militares neerlandesas de tierras bajas.
Para 1715, ya se habían completado los cinco bastiones y dos verjas planificados. Al año siguiente se añadió una puerta en el área oeste que conducía a una porción de la ciudad conocida como Gornji Grad (en español: ciudad alta). En 1721, se completó la construcción de la obra exterior en la orilla opuesta del Drava, diseñada como cabeza de puente y para brindar protección desde norte. Hasta 1783, se añadió una última puerta, que llevaba hacia otra zona de la ciudad llamada Donji grad (en español: ciudad baja). La ciudad interior se terminó de construir en 1733 y dos años después ya existían dos bastiones adicionales en el norte, junto con una oficina de correos, una oficina de construcción y un hospital. Por tanto, el fuerte completo estaba conformado por «ocho baluartes, dos armerías, dos almacenes grandes, los cuarteles generales de la guarnición, una corte militar, una oficina de construcción, un médico de la guarnición, una caseta del centinela, apartamentos de oficiales, un hospital militar y siete cuarteles». Las fortificaciones abarcaban un área de unas ochenta hectáreas, con lo que era la mayor fortaleza de la frontera con el Imperio otomano.
El plano de Gosseau consideraba espacios para la construcción de iglesias donde anteriormente se ubicaban las mezquitas. En un inicio esos lugares se usaron como iglesias, pero en 1709 los franciscanos comenzaron la construcción de una iglesia barroca, consagrada en 1732. Por su parte, entre 1699 y 1705 se edificó un monasterio franciscano al que se le añadió, entre 1731 y 1733, una nueva ala. Tal sección acabó por convertirse en un nuevo monasterio en 1761. En 1725, luego de levantar su propio monasterio, los jesuitas empezaron a erigir la iglesia parroquiana de San Miguel Arcángel que, pese a estar incompleta, se comenzó a utilizar en 1734. En 1730, también se levantó una columna de la Santísima Trinidad en la plaza principal del fuerte como monumento de la peste, que presentaba volutas con pedestales y cuatro protectores contra la enfermedad. 54 años después se agregaron cuatro pedestales más y su respectiva estatua de un santo. Por otro lado, en 1717, Tvrđa contaba ya con alumbrado y, en 1751, se inició en ese lugar el primer sistema de suministro público de agua.
A mediados del siglo XVIII había unas 35 posadas en el lugar, es decir, un estimado de uno por cada tres edificios del fuerte. En uno de esos sitios se quedó el príncipe José cuando visitó Osijek. Ya como José II, en 1786, decretó la fusión de Gornji Grad, Donji grad y Tvrđa en un único concejo municipal.

#### SiglosXIXyXX

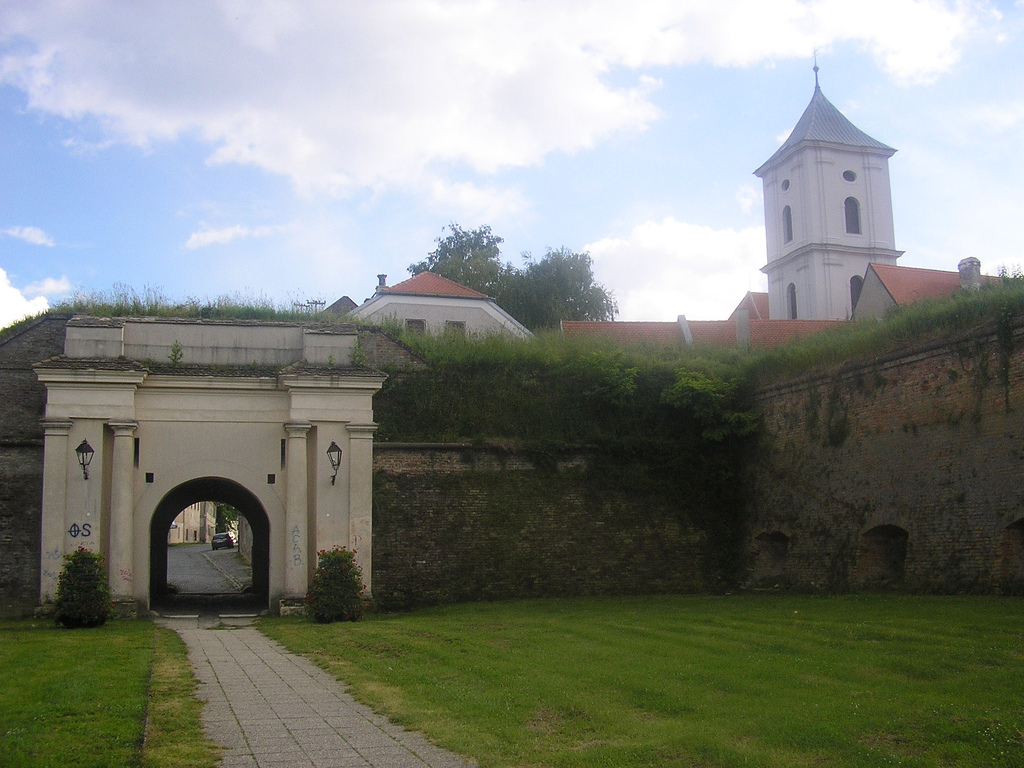
La «puerta de agua» (vodena vrata) en Tvrđa

Ya para la segunda mitad del siglo XVIII no habían —o habían muy pocas— nuevas construcciones en curso. Incluso el mantenimiento del fuerte acabó por convertirse en una carga. En 1809, Osijek recibió el estatus de ciudad real libre. Su concejo se instaló en un edificio localizado en la esquina sureste de la plaza principal de Tvrđa.
No obstante, su importancia militar se redujo ante el incremento de la estabilidad militar y política en la región que produjo el Congreso de Berlín de 1878. En la década de 1870 se demolieron dos bastiones en el noroeste, lo que permitió la construcción del parque de Ambrosio (en croata: Ambrozijev perivoj). En 1881, se inició la edificación de la Real Escuela de Gramática y, en 1890, se terminó la Real Escuela Secundaria General. Diecisiete años más tarde se levantó un seminario episcopal en la esquina suroeste de la plaza principal. Los anteriores fueron los únicos edificios construidos al interior de los muros de Tvrđa en las últimas tres décadas del siglo XVIII.
Con la expansión de Osijek, la presencia del fuerte acabó por entorpecer el desarrollo urbano. Por tanto, entre 1923 y 1926, se derribó la mayoría de las murallas para permitir la construcción de una vía tranviaria eléctrica. En 1958, se demolió el último polvorín, localizado detrás de la iglesia del Arcángel Miguel. Pese a la destrucción de la mayor parte de las fortificaciones —solamente se conservaron dos bastiones y el muro norte con su «puerta de agua»—, el centro de la ciudad quedó intacto. Posteriormente, el Ejército Popular Yugoslavo mantuvo una guarnición y un hospital militar en el lugar. No obstante, en la década de 1980 se abandonaron gradualmente los edificios y se adaptaron como talleres para pintores y escultores locales. Por otro lado, la guerra de Croacia causó daños estructurales en el lugar a causa del colapso de techos, paredes y pisos, lo que, a su vez, amenazó las esculturas y murales que carecían de la debida protección.

## Legado

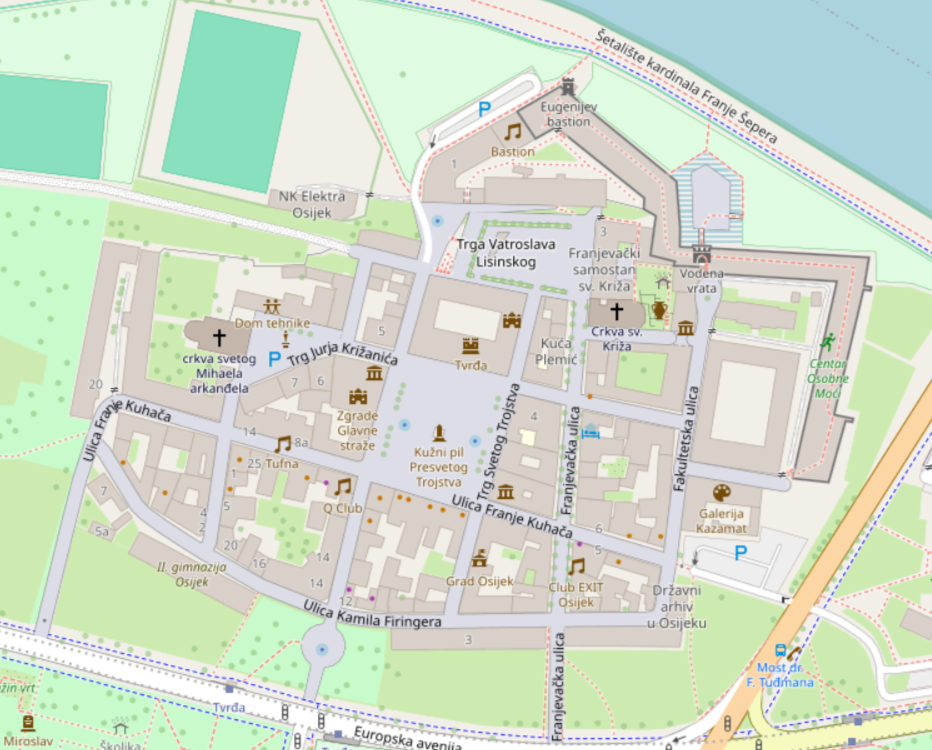
Mapa de Tvrđa.

Luego de perder importancia militar en el siglo XIX, Tvrđa pasó a ser un centro administrativo, educativo y cultural de Osijek y la región. En este sentido, fue en Tvrđa donde se organizó la primera escuela de Osijek; en 1707, se introdujo el primer programa educativo, tiempo después expandido y renovado. Veintiocho años después comenzó a funcionar la primera imprenta. Por otro lado, en las escuelas de Tvrđa estudiaron los ganadores del premio Nobel Leopold Ružička y Vladimir Prelog.
Asimismo, la rectoría y la facultad de agricultura de la Universidad de Osijek ocuparon el Palacio del comando general de Eslavonia, mientras que la facultad de tecnología de alimentos se localizó en un edificio que antiguamente se empleaba como hospital militar. De acuerdo con el censo de 2001, en el distrito había 10 277 residentes en 3310 hogares. Por su parte, el interior de la fortaleza alberga restaurantes, bares y el Museo de Eslavonia, uno de los museos de tipo general más grandes de Croacia. El santo patrón de Tvrđa es el Arcángel Miguel, cuya festividad —29 de septiembre— se conmemora como el día de la ciudad.

## Patrimonio
Para el World Monuments Fund (WMF) Tvrđa es «ejemplo único de un centro urbano barroco militar, administrativo y comercial del siglo XVIII». Asimismo, se le añadió en la lista tentativa de Croacia para su consideración como posible Patrimonio de la Humanidad. Dados los daños que sufrió durante el conflicto militar —alrededor del 90 % de los edificios sufrieron algún grado de daño—, se le añadió en la lista de 1996 de sitios más amenazados desarrollada por el WMF. Sin embargo, no se ha vuelto a agregar desde entonces.
El antiguo Palacio del comando general de Eslavonia, un plano de Tvrđa y el monumento a la Santísima Trinidad se muestran en el reverso del billete de 200 kunas. Por otro lado, en 1999, se estableció la Agencia para la Restauración de Osijek Tvrđa (en croata: Agencija za obnovu osječke Tvrđe), con el objetivo de proteger, restaurar y revitalizar Tvrđa. El proceso buscaba preservar las características arquitectónicas, históricas y estéticas del lugar de acuerdo con los principios establecidos por el Consejo Internacional de Monumentos y Sitios, aunque preservando su naturaleza multifuncional. Se consideró también la colaboración internacional, particularmente con el Consejo de Europa. Tales esfuerzos se llevan a cabo con el financiamiento conjunto de los gobiernos de Croacia, el condado de Osijek-Baranya y la ciudad de Osijek.

He visto muchas ciudades europeas, pero nunca he encontrado un desarrollo idéntico por el que un núcleo urbano existente se haya convertido en una fortificación, o una planeación urbanística similar.
Ive Mažuran, experto en Tvrđa.